# Juan de Navas
 (mars 2023).
Si vous disposez d'ouvrages ou d'articles de référence ou si vous connaissez des sites web de qualité traitant du thème abordé ici, merci de compléter l'article en donnant les références utiles à sa vérifiabilité et en les liant à la section « Notes et références ».
Juan Francisco Gómez de Navas y Sagastiberri (Calatayud, 23 octobre 1647 - Madrid, c. 1719), principalement connu, en abrégé, comme Juan de Navas (parfois sous l'orthographe Juan de Nabas), est un compositeur et harpiste espagnol de la période baroque. Issu de la prestigieuse famille de musiciens Gómez de Navas, il mena sa carrière de compositeur principalement à la cour, à Madrid. Pour se référer à lui il n'a pas toujours été fait mention complète de ses prénoms et de ses noms de famille, ce qui parfois a eu pour conséquence de le confondre avec son père, son oncle ou son grand-père, tous musiciens.
En tant que compositeur il écrivit des œuvres de musique sacrée et profane. Il se distingua dans cette dernière catégorie, particulièrement dans la composition de tonadas (chansons), solos, duos et passacailles à la teneur et au chromatisme typiquement espagnols. Dans ces formes musicales il fut le premier à introduire la guitare comme instrument d'accompagnement.

## Biographie
En remplacement de Juan Hidalgo, il fut reçu le 17 mai 1669 en tant que harpiste de la « Real Capilla de Cámara » (Chapelle royale de Musique de Chambre), et en occupa le poste titulaire de 1688 jusqu'à sa mort. Le 23 octobre 1686 il signe, en tant que maître de la Chapelle royale, un rapport d'examen de quatre enfants chanteurs de son école. À Madrid, le 6 juin 1701, « Juan de Nabas » apparaît à nouveau dans la documentation de la Chapelle royale.
Pendant la période 1669-1701, il est très difficile de distinguer, dans le texte des documents, qui est le père Juan Gómez de Navas en âge mûr et quand son fils Juan Francisco Gómez de Navas, lui d'un âge plus jeune. Les études sur Navas présentent donc toujours une difficulté à attribuer les œuvres à un auteur précis, tout en semblant raisonnable, néanmoins, que d'une manière générale la production de Juan de Navas père est davantage orientée vers la musique sacrée, comme les motets et villancicos, et quelques rares pièces de théâtre, tandis que la production du fils, Juan Francisco, relèverait d'un caractère plutôt profane, dans un environnement davantage théâtral et avec profusion d'instruments.
Entre 1702 et 1709, Juan Francisco Gómez de Navas est mentionné, sous le nom « Francisco Navas », comme harpiste sur les listes officielles d'instrumentistes à la cour de Philippe V d'Espagne.
En tant que compositeur théâtral à la cour, Juan Francisco Gómez de Navas livre une production scénique abondante de plus de trente œuvres dont d'excellents exemples ont été conservés. Lors des dernières années du siècle, l'entrée à la cour de Sebastián Durón le remplaça en tant que principal compositeur théâtral.

## Zarzuela et théâtre musical
En ce qui concerne la zarzuela, Juan Francisco Gómez de Navas a composé en 1687 Venir el amor al mundo (titre dont une traduction approximative serait L'Avènement de l'amour dans le monde), sur un livret de Melchor Fernández de León. Quelques chansons de cette zarzuela sont conservées à la Bibliothèque nationale d'Espagne à Madrid. Le succès fut immédiat, et Venir el amor al mundo fut rejouée à plusieurs reprises: en 1689, 1694, 1697 et 1698.
L'œuvre Duelos de ingenio y fortuna (que l'on peut traduire par L'Affrontement entre la ruse et le destin), sur un livret de Francisco Bances Candamo, a été créée en 1687. Elle se présente sous la forme d'un mythe, comme cela était quasiment toujours de rigueur dans les zarzuelas de  cette époque. De cette œuvre aussi sont connues quelques pièces séparées ayant été attribuées à ce compositeur.
Le 25 août 1688, Juan Francisco Gómez de Navas dirigea la première de la « comedia » Amor es esclavitud (L'amour est un esclavage), sur un livret de Manuel Vidal y Salvador (« comedia » cela voulait dire pièce théâtrale dans l'espagnol de l'époque).
Une autre de ses zarzuelas est Amor industria, zarzuela y poder (titre de difficile traduction), créée en 1692 sur un livret de Lorenzo de las Llamosas, écrivain espagnol des Amériques (vice-royauté du Pérou) avec qui il avait collaboré en différentes occasions.
La comédie Destinos vencen finezas (Le Destin l'emporte sur l'astuce, 1698-99) a l'intérêt d'être la première du genre publiée à l'époque par l'imprimerie madrilène de l'organiste José de Torres. Cette édition parut en 1699, mais un an plus tôt l'édition en vrac avait été publiée par l'imprimeur royal Francisco Sanz. La comédie développe un thème mythologique, basé sur l'Énéide, le célèbre poème de Virgile. Destinos vencen finezas avait été commandée pour la célébration de l'anniversaire de Charles II d'Espagne en 1698, peu avant sa mort. L'œuvre se sert des ressources formelles habituelles dans le genre, telles que des couplets avec chœur, des tons, des chœurs et des récitatifs. Est digne de mention cette nouveauté qu'est l'incorporation des hautbois car à l'époque ils étaient encore utilisés comme instruments de fanfare. L'un des numéros les plus intéressants est une sonorité pour voix, viole d'amour et vièle obligées avec accompagnement, ce qui semble reproduire le contexte habituel d'une session de musique de chambre de la cour et confirme l'intérêt de celle-ci pour ces instruments à cordes. L'édition Torres contient la comédie avec musique seulement, l'édition seule inclut la loa, la danse et les intermèdes de la représentation, ainsi que le détail des interprètes qui l'ont créée.
Lors du carnaval (fête de mardi gras) de 1699, furent créées les œuvres Júpiter y Yoo et Los cielos premian desdenes, avec un livret de Marcos de Lanuza, dont on ne sait pas si la musique est de Navas ou de Durón. La partition anonyme complète est conservée à la bibliothèque nationale, à Madrid.
En collaboration avec Sebastián Durón, Juan Francisco Gómez de Navas a composé la célèbre zarzuela Apolo y Dafne, divisée en trois actes. Navas a composé le deuxième acte, dont la musique, d'une grande vivacité, est portée par des quatuors vocaux, des récitatifs et des airs accompagnés de violons et d'une basse continue. La partition est également conservée à la bibliothèque nationale.
Son dernier travail connu dans le domaine de la zarzuela est une participation à Viento es la dicha de amor, zarzuela composée par José de Nebra en 1743, dans laquelle est incluse une tonada (chanson), attribuée à Navas et conservée à la bibliothèque nationale d'Espagne.

## Discographie
- Aves, flores y estrellas - Musica Ficta : Jairo Serrano, ténor et percussion ; Carlos Serrano, flûtes à bec ; Julián Navarro, guitare baroque et jarana (7-13 janvier 2016, Lindoro NL-3037) (OCLC 1017759661)